# Schalom-Haus Schönebeck

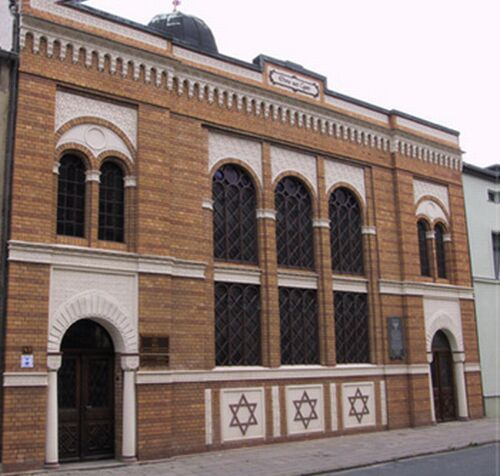
Das SCHALOM-Haus

Das SCHALOM-Haus ist eine ehemalige Synagoge in Schönebeck (Elbe). Sie stammt aus der Gründerzeit mit maurisch-sarazenischen Stilelementen und ist seit 1986 das Gotteshaus der Evangelisch-Freikirchlichen Gemeinde Schönebeck. Das Gebäude steht unter Denkmalschutz. Im Vorraum weist ein Davidstern mit der hebräischen und deutschen Inschrift „Jesus“ auf die Verwurzelung des Christentums im Judentum hin. Die achteckige Kuppel wird von einem Kreuz mit vier Davidsternen gekrönt.

## Geschichte

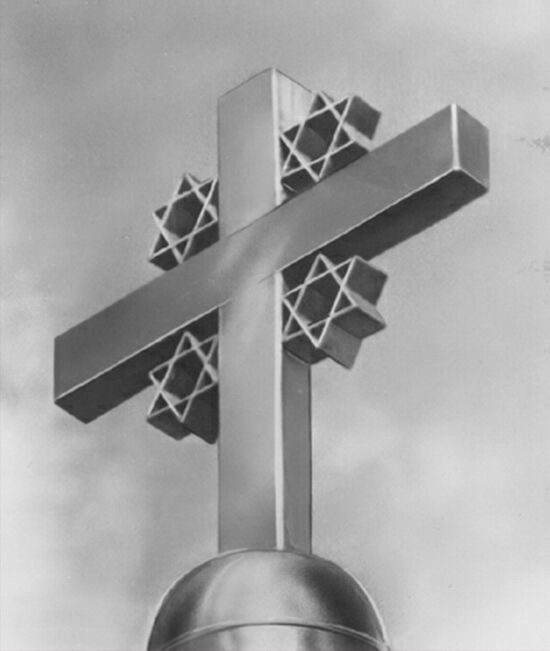
Das Kuppelkreuz

1372 erfolgte die erste Erwähnung einer jüdischen Gemeinde der Stadt. 1820 entstand eine erste Synagoge, Steinstraße 9. 1876 kam es zur Zerstörung der Synagoge durch Hochwasser.
Am 1. September 1877 erfolgte die Einweihung dieser zweiten Synagoge „Zur Ehre Gottes“. Zur jüdischen Gemeinde gehörten ca. 100–120 Juden aus Schönebeck, Groß Salze, Gommern und Westerhüsen. Am 9./10. November 1938 während der Reichspogromnacht stürmten Nationalsozialisten das Gotteshaus, entweihten es und zerstörten die Inneneinrichtung. 1941 wurde die Synagoge beschlagnahmt und als Lagerraum für die Flugzeugwerke Junkers benutzt.
Von 1946 bis 1983 fand das Haus Verwendung als Arbeitsamt, Museum, Möbelverkaufsstelle und seit 1966 als Turnhalle. Am 3. Februar 1983 erfolgte der Kauf der Synagoge durch die Evangelisch-Freikirchliche Gemeinde Schönebeck von der Synagogengemeinde zu Magdeburg. In den Jahren 1983 bis 1986 erfolgte eine Restaurierung und Rekonstruktion, vorwiegend in Eigenleistung und mit staatlicher Unterstützung.
Am 11. November 1983 erfolgte die Kuppelkrönung mit dem Kreuz und am 3./4. Mai 1986 die Einweihung „Zur Ehre Gottes“.

## Die Synagoge

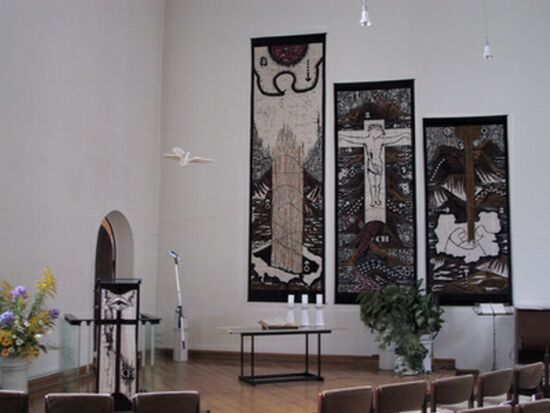
Der Saal

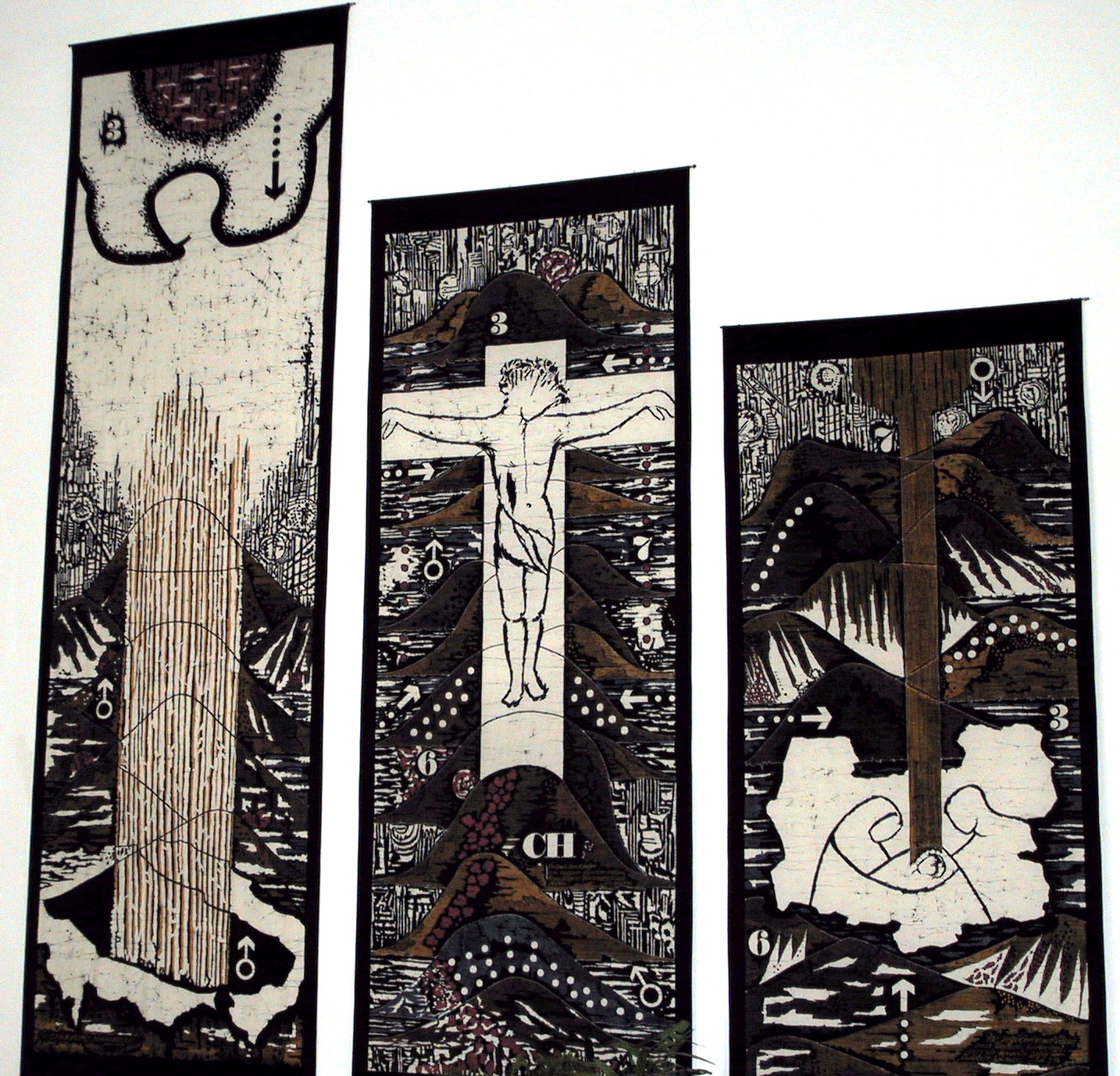
Die drei großen Wandbilder

Die Restaurierung erfolgte außen ursprungsgetreu, die Rekonstruktion innen auf die Gemeindefunktionen bezogen. Die Innenarchitektur und die gestalterischen Arbeiten einschließlich des Triptychon führten Edgar  und Marga Drechsel, Zwickau, aus. Die Verwendung von viel Glas trägt zur Transparenz, Offenheit und einem klaren, hellen und harmonischen Gesamteindruck bei. Die drei großen Wandbilder, in javanischer Wachsbatik gearbeitet, eine Taube aus Porzellan, die gläserne Kanzel und der Altartisch bilden ein Ensemble im Mittelpunkt des Gottesdienstraumes. Bilder und Taube verkünden die großen Heilstatsachen:
Menschwerdung des Gottessohnes Jesus, Kreuzigung, Auferstehung und Himmelfahrt sowie Pfingsten und die Gegenwart Gottes im heiligen Geist. Die Künstler verwendeten in der Gestaltung auch urchristliche Zahlensymbolik, u. a. ergibt sich aus den immer wiederkehrenden Zahlen 3-7-6 der hebräische Zahlenwert für „SCHALOM“. Mit der Aufstellung einer Kreienbrink-Orgel wurde 1993 die Inneneinrichtung abgeschlossen.

## Evangelisch-Freikirchliche Gemeinde

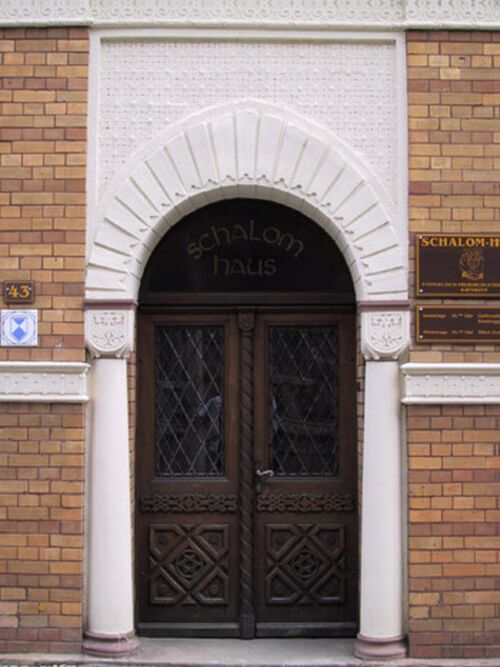
Eingangstür

Die Gemeinde besteht seit 1932 in Schönebeck. Als vor über 150 Jahren die Gemeindebewegung in Deutschland entstand, aus der diese Freikirche hervorging, unterschied sie sich von den damaligen großen Landes- bzw. Volkskirchen durch ihr konsequentes Eintreten für die Glaubens- und Gewissensfreiheit des Einzelnen und die persönliche Glaubensentscheidung, die Trennung und gegenseitige Unabhängigkeit von Kirche und Staat und für den Verzicht auf Kirchensteuern zugunsten freiwilliger Spenden. Die örtliche Gemeinde sollte in vollem Maße selbständig sein. Mitglied einer Evangelisch-Freikirchlichen Gemeinde wird, wer sich nach dem Vorbild des Neuen Testamentes auf das Bekenntnis seines Glaubens an Jesus Christus durch Untertauchen taufen lässt. Die Taufe wird im öffentlichen Gottesdienst vollzogen.
Die Schönebecker Gemeinde hat sich für ihr SCHALOM-Haus ein Signum geschaffen, das „Taube - Säule - Wasser“ versinnbildlicht. Die Taube verweist auf den heiligen Geist, der nach der Himmelfahrt Christi Gottes Geschenk für alle Menschen ist, die sich Gott öffnen. Die Säule (im Signum ist ein Kapitell, ein Säulenabschluss, dargestellt) ist als Symbol für den Tempel zugleich ein Zeichen für die Synagoge wie für die Gemeinde. Das Wasser deutet auf die Taufe hin (wobei die drei stilisierten Wellen auf die Dreieinigkeit Gottes weisen, in deren Namen eine Taufe geschieht). Das Signum möchte Ursprung (Synagoge) und jetzige Bestimmung (Verkündigung des Evangeliums von Jesus Christus, dem Friedensfürsten und Friedensbringer) miteinander verbinden.

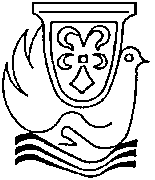
Logo

Das Logo drückt aus, dass das SCHALOM-Haus als ehemalige Synagoge 50 Jahre nach der Schändung der Synagogen zu einem Symbol der jüdisch-christlichen Verständigung wurde. Judy Urmann, eine jüdische Frau aus Denver (USA), die 1941 aus Schönebeck emigriert war, besuchte im Juli 1987 die Heimatstadt und das SCHALOM-Haus. In einem Brief vom 21. Oktober 1987 schrieb sie: „Ich war überrascht, wie wunderbar die ehemalige Synagoge hergerichtet ist und dass sie wieder als Gotteshaus genutzt wird. Ich sah sie das letzte Mal als Elfjährige am 10. November 1938. Alle Fenster waren zerbrochen, die Türen waren offen, und drinnen wurde gewütet ... Sehr erfreut bin ich über den Namen SCHALOM-Haus. Dazu habt Ihr unseren Segen. Ich wünsche Ihrer Gemeinde und dem SCHALOM-Haus das Allerbeste.“
Der Name „SCHALOM-Haus“ drückt Bestimmung und Ursprung dieses Hauses aus.
Schalom (hebräisch Friede) ist auch ein gebräuchlicher israelischer Gruß.